# Nasirul Mulk
Nasirul Mulk (Urdu: ناصر الملک) (Swat, 17 augustus 1950) is een Pakistaanse rechter, die onder meer diende als opperrechter van Pakistan (2014–2015) en waarnemend premier (2018).

## Biografie
Nasirul Mulk werd geboren in de toeristenplaats Swat, Khyber-Pakhtunkhwa, op 17 augustus 1950. Hij komt uit een rijke en politiek invloedrijke Paracha-familie in Swat; zijn vader Kamran Khan was een politicus die tussen 1973 en 1977 als senator in de Pakistaanse Senaat diende. Zijn jongere broer, Shuja-ul-Mulk, was tussen 2003 en 2009 ook senator. Zijn oom, Chacha Karim Bux (of Baksh), was een prominente maatschappelijk werker, terwijl zijn andere broer Rafil-ul-Mulk een burgemeester van Swat was.
Na de middelbare school te hebben afgerond, volgde Mulk het Jahanzeb College, waar hij in 1970 een BA in Schone Kunsten behaalde. Hij schreef zich in aan de Peshawar University om ook in hetzelfde jaar rechten te studeren. In 1972 behaalde hij er een Bachelor of Laws. In 1976 kwalificeerde Mulk zich als advocaat en werd hij aangesteld bij de Inner Temple in Engeland. Hij behaalde ook een Master of Laws (LL.M.).
Tussen 2004 en 2005 was Mulk opperrechter van het hooggerechtshof van Peshawar. In mei 2005 nam Mulk zitting in het Pakistaanse hooggerechtshof, waar hij ruim tien jaar zou dienen. In 2013 werd hij er senior justice en in 2014 werd hij door toenmalig premier Nawaz Sharif voorgedragen als opperrechter van Pakistan. Zijn benoeming werd op 6 juli 2014 bevestigd door president Mamnoon Hussain. Als opperrechter volgde Mulk een tekstualistische benadering op het gebied van mensenrechten en non-discriminatie. In augustus 2015 verliet hij het hooggerechtshof.
Van 30 november 2013 tot 6 juli 2014 was Mulk (waarnemend) hoofd van de nationale kiescommissie. In juni 2018 werd hij aangesteld als waarnemend premier, in aanloop naar de algemene verkiezingen van juli dat jaar. Na de verkiezingen werd het premierschap overgenomen door Imran Khan.
Liaquat Ali Khan · Khawaja Nazimuddin · Muhammad Ali Bogra · Chaudhry Muhammad Ali · Huseyn Shaheed Suhrawardy · Ibrahim Ismail Chundrigar · Feroz Khan Noon · Mohammed Ayub Khan · Nurul Amin · Zulfikar Ali Bhutto · Muhammad Khan Junejo · Benazir Bhutto · Ghulam Mustafa Jatoi ·
Nawaz Sharif · Balakh Sher Mazari · Nawaz Sharif · Moeenuddin Ahmad Qureshi · Benazir Bhutto · Malik Meraj Khalid · Nawaz Sharif · Pervez Musharraf · Zafarullah Khan Jamali · Chaudhry Shujaat Hussain · Shaukat Aziz · Muhammad Mian Soomro · Yousaf Raza Gilani · Raja Pervez Ashraf ·
Mir Hazar Khan Khoso · Nawaz Sharif · Shahid Khaqan Abbasi · Nasirul Mulk · Imran Khan · Shehbaz Sharif · Anwar ul Haq Kakar · Shehbaz Sharif